# 上官顯
上官顯，三國時期人物。

## 生平
因據新唐書宰相世系表所載，上官氏為隴西上邽之大姓，推測其與上官勝、上官子脩、上官雝皆為隴西上邽人，後孔明北伐時與上官勝、上官子脩、上官雝一同投降，後位居來敏之上，來敏於是對上官顯這新人頗有言辭。

## 來源
- 《全三國文》
- 《三國志 蜀書 來敏傳》
- 《新唐書宰相世系表上官氏》